# SV Grün-Weiß Triptis
Der SV Grün-Weiß Triptis ist ein Sportverein in der ostthüringischen Kleinstadt Triptis. Er unterhält Sportabteilungen für Fußball, Volleyball, Leichtathletik, Tischtennis, Schach, Handball, Fitness und Kindersport. Er nutzt den städtischen Sportplatz „Rudolf-Harbig-Sportstätte“ sowie die Sporthallen „Am Morgenberg“ und „Sportallee“.

## Geschichte

### Allgemeines
Nach dem Zweiten Weltkrieg wurden in Triptis wie in der gesamten sowjetischen Besatzungszone alle Sportvereine aufgelöst. Nachdem der Sportverkehr zunächst in Sportgemeinschaften ohne feste Organisationsformen weitergeführt wurde, kam es ab 1948 zur Gründung von Betriebssportgemeinschaften (BSG), die die Basis des ostdeutschen Sportsystems bilden sollten. In Triptis rief das dort ansässige Porzellanwerk die BSG Chemie Triptis mit mehreren Sportsektionen ins Leben. 1990 musste das Porzellanwerk aufgrund der veränderten wirtschaftlichen Bedingungen nach der politischen Wende von 1989 die Förderung der Betriebssportgemeinschaft aufgeben. Um die zahlreichen Sportfelder weiterführen zu können, wurde der SV Grün-Weiß gegründet. 

### BSG-Fußball
Zu den aktivsten Sektionen der BSG Chemie gehörten die Fußballmannschaften. Unter den kleinstädtischen Verhältnissen mit knapp 4000 Einwohnern fingen auch die Fußballspieler nach 1950 klein an. Sie spielten bis 1953 in der Kreisliga, stiegen danach aber binnen zweier Jahre bis in die drittklassige Bezirksliga Gera auf. Danach pendelten sie stetig zwischen Bezirksliga und Bezirksklasse hin und her, bis sie 1962 endgültig die Bezirksliga verlassen mussten. 1954 qualifizierte sich Chemie Triptis für den DDR-weiten Wettbewerb um den FDGB-Fußballpokal. In der ersten Runde hatte Triptis als Bezirksligist bei der Bezirksklassen-Mannschaft Traktor Teuchern anzutreten. Die eine Spielklasse tiefer spielenden Traktoristen gewannen mit 3:1, und damit war für Triptis der Pokalwettkampf bereits nach einem Spiel beendet.

## Aktuelle Entwicklung
Die Mannschaften der Abteilungen Fußball, Volleyball, Tischtennis und Schach nehmen am regelmäßigen Spielbetrieb ihrer Sportart teil. Die Fußballabteilung unterhält zwei Männer- und drei Nachwuchsmannschaften. Die 1. Mannschaft spielt derzeit in der Kreisliga Jena-Saale-Orla Süd. Die Abteilung Tischtennis ist mit rund 40 Mitgliedern und fünf Mannschaften im aktiven Spielbetrieb (davon eine Jugendmannschaft) zweitgrößte Abteilung des Vereins. Die 1. und auch die 2. Männer-Mannschaft spielen in der 3. Bezirksliga Ostthüringen (Stand: Saison 2013/14). Volleyball wird in der Kreisliga gespielt und die Schachspieler sind in der sechstklassigen Bezirksklasse Ostthüringen und der Kreisliga Saalfeld/Rudolstadt/Saale-Orla-Kreis vertreten (alle Angaben mit Ausnahme der Fußball- und Tischtennisabteilung nach Stand 2009). 
Im Mai 2017 wurden die Seniorenabteilung und Teile der Jugend aus der Fußballabteilung ausgegliedert und starteten vom Juli 2017 an unter den Namen FC Chemie Triptis.

## Einzelnachweis
1. ↑  Der FC Chemie betritt die Fußball-Bühne